# Benito Juárez, Temixco
Benito Juárez är en ort i Mexiko.   Den ligger i kommunen Temixco och delstaten Morelos, i den sydöstra delen av landet, 70 km söder om huvudstaden Mexico City. Benito Juárez ligger 1 255 meter över havet och antalet invånare är 594.
Terrängen runt Benito Juárez är kuperad åt nordväst, men åt sydost är den platt. Terrängen runt Benito Juárez sluttar söderut. Runt Benito Juárez är det ganska tätbefolkat, med 120 invånare per kvadratkilometer. Närmaste större samhälle är Cuernavaca, 13,1 km norr om Benito Juárez. I omgivningarna runt Benito Juárez växer huvudsakligen savannskog.